# Malomháza
Malomháza (németül Kroatisch Minihof, horvátul Mjenovo) Füles településrésze, egykor önálló község  Ausztriában, Burgenland tartományban, a Felsőpulyai járásban.

## Fekvése
Felsőpulyától 15 km-re keletre, a magyar határ közelében fekszik.

## Története
A települést 1194-ben „Vkas” néven említik először. 1195-ben „Hubec”, 1311-ben „Terra Ikech”, 1360-ban „Vgeid”, 1411-ben „Poss. Vkech vulgo Monahhaza vocata”, 1435-ben „Monohaz”, 1455-ben „Poss. Minichhoff”, 1495-ben „Poss. Molomhaza vocata alio nomine Kysfyles”, 1499-ben „Predium Wkas” alakban említik a korabeli források.
1195-ben még a borsmonostori cisztercita kolostor birtoka volt. A szerzetesek magtárat és malmot építettek a településen. Erről kapta későbbi Malomháza nevét, eredeti neve ugyanis Ikecs volt. A 13. században Fülessel együtt a Németújvári grófok szerezték meg. 1371-ben a Kanizsaiak birtokába került. 1529-ben és 1532-ben elpusztította a török. 1535-ben a Nádasdy család szerezte meg a fülesi birtokot. A falut még 1536-ban is pusztaként említik, csak 1537 és 1540 között telepítette újra Nádasdy Tamás horvátországi birtokairól érkezett horvát telepesekkel, akik a török elől menekültek északra. A második horvát betelepítési hullám 1559 és 1562 közé esett.
1593-ban a török ellen itt átvonuló császári csapatok nyomában pestisjárvány tört ki. 1605-ben Bocskai hajdúi, 1620-ban Bethlen hadai égették fel és rabolták ki a települést.  1676-ban  Esterházy Pál herceg a Nádasdyak lékai uradalmát és ezzel  az Esterházy család kezébe került. 1731-ben épült fel a Szentháromság tiszteletére szentelt temploma, mely azonban idővel kicsinek bizonyult, viszont nagyobb építésére már nem került pénz. 1870-ben a falunak önálló plébániája lett, addig ugyanis fíliaként Füleshez tartozott. A 20. század elején sok lakója vándorolt ki a tengerentúlra, nagy részük az Egyesült Államok South Bend nevű településére, ahol utca is viseli a falu nevét.
Vályi András szerint „MALOMHÁZA Münichov. Horvát falu Sopron Várm. földes Ura H. Eszterházy Uraság, lakosai katolikusok, fekszik Füleshez nem meszsze, és annak filiája, Sopronhoz 2 3/8 mértföldnyire, határja két nyomásbéli, hegyes völgyes, terem búzát, rozsot, árpát, zabot, és pohánkát, szőleje, erdeje középszerű.”
Fényes Elek szerint „Malomháza, németül Minihof, horvát falu, Sopron vármegyében, Sopronhoz délre 2 1/2 mfd., 520 kath. lak. Dombos határa sovány, s van 1167 szántófölde, 22 h. rétje, 291 kapa szőlője, 600 hold erdeje, melly legelőnek is használtatik. Urbériség 43 egész telek. Erdeje tölgy és fenyő. Bora kelendő. Birja h. Eszterházy.”
1910-ben 1051, túlnyomórészt horvát lakosa volt. A trianoni békeszerződésig Sopron vármegye Felsőpulyai járásához tartozott. 1921-ben Ausztria Burgenland tartományának része lett. A lakosság száma 1930-ban még 1200 körül volt, azóta fokozatosan csökkent, 2004-ben már csak 380 lakost számláltak a faluban.

## Nevezetességei
A Szentháromság tiszteletére szentelt római katolikus temploma 1731-ben épült barokk stílusban, 1870-ben klasszicista stílusban építették át.

## Ismert személyek
- Itt született Krizmanich János (1889. január 27. – 1944. július 26.) olimpiai ezüstérmes és ötszörös magyar bajnok tornász.